# Seihen

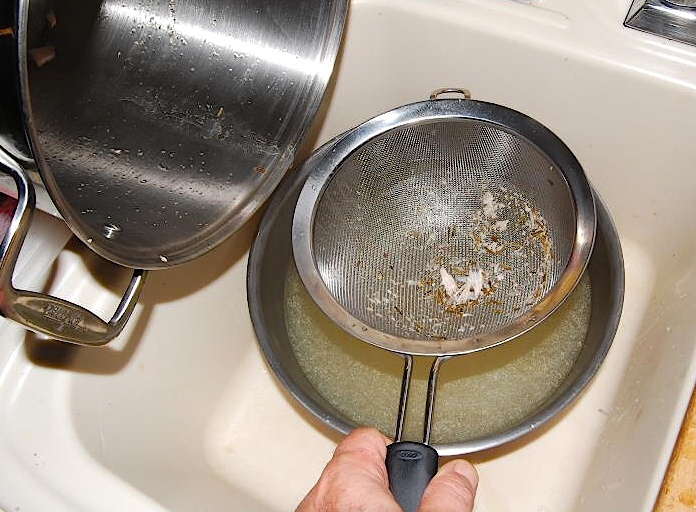
Durchseihen einer Hühnerbrühe durch ein Küchensieb, um die Brühe von Fleisch- und Knochenresten etc. zu reinigen.

Das Seihen ist ein Arbeitsschritt bei der Zubereitung von Lebensmitteln oder der Herstellung von Arzneimitteln. Dabei werden feste Bestandteile von flüssigen getrennt, entweder mit einem Seihtuch oder einem Sieb. „Seihen“ wird daher teilweise auch umgangssprachlich als Synonym für die Verwendung eines Siebs verwendet. Abseihen bezeichnet das Abgießen und Durchseihen des oberen Teils des Inhalts eines Gefäßes.

## Begriff
Der Begriff stammt vom mittelhochdeutschen Wort sīhen („seihen, filtern“) bzw. althochdeutschen sīhan. Für das Verfahren gibt es Synonyme, die teilweise oder insgesamt den Begriff ersetzen können. Diese sind z. B. Abseihen (lateinisch percolare, Durchseihen, Sieben, Passieren, Filtern, Filtrieren oder österreichisch bzw. landschaftlich Reitern. In der Pharmazeutik wird der Begriff „Kolieren“ (von lateinisch colare: durchseihen, durch ein Tuch seihen, eine Flüssigkeit zur Reinigung durch eine durchlässige feste Substanz – meist durch ein Tuch – fließen lassen, filtern) verwendet.

## Verfahren
Als Durchseihen, Passieren oder Kolieren wird ein Vorgang bezeichnet, bei dem Suppen, Saucen oder andere Flüssigkeiten durch ein Sieb oder Tuch (Passiertuch, Koliertuch) gegossen werden. Passier- oder Koliertücher können in einen Trichter eingelegt oder in einem Holzgestell (Tenakel) befestigt werden. Als Passier- oder Koliertücher sind z. B. Moltontücher geeignet. Auch ein Lacksieb ist zum Durchseihen geeignet.
Man spricht auch von Abseihen, wenn eine wässrige Masse durch ein Seihtuch gepresst wird, wie es bei der Herstellung von Käse (z. B. Panir) Verwendung findet, daher auch die englische Bezeichnung cheesecloth. Es handelt sich um ein dünnes, weitmaschig gewebtes Baumwolltuch, in das die wässrige Käsemasse gegeben und das Wasser herausgepresst wird. Ganz ähnlich wird ein Presssack verwendet.

## Abseihen an der Bar

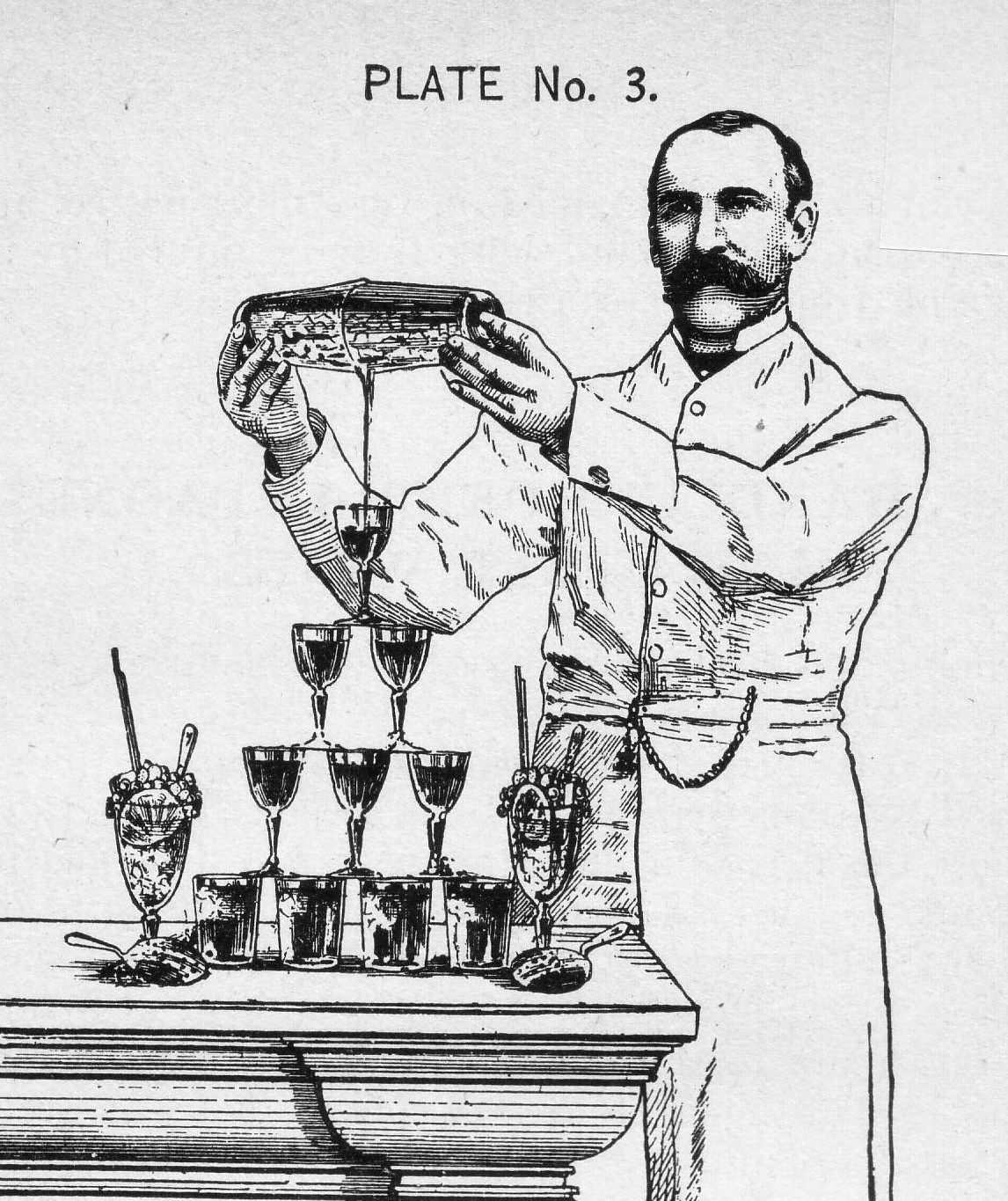
Abseihen von Cocktails ohne Barsieb (Illustration aus Harry Johnson’s Bartender’s Manual, 1888)

Das Eingießen eines Cocktails aus einem Cocktail-Shaker oder einem Rührglas in ein Cocktailglas wird als Abseihen (engl. strain) bezeichnet, wenn die beim Schütteln oder Rühren verwendeten Eiswürfel (oder andere nichtflüssige Teilchen) im Mixbecher siebend zurückgehalten werden. Dazu wird meist ein Barsieb (engl. Strainer) über den Metallbecher des Boston Shakers bzw. über die Öffnung des Rührglases gehalten. Dreiteilige Cocktail-Shaker (Cobbler Shaker) haben unter der Verschlusskappe einen Ausguss mit Löchern, der als grobes Sieb dient, hier ist also kein zusätzliches Barsieb erforderlich.
Historisch wurde das Abseihen von Mixgetränken notwendig, als sich in der ersten Hälfte des 19. Jahrhunderts zunehmend die Zubereitung und Kühlung mit Eis verbreitete. Dabei sollten die von größeren Eisblöcken abgeschlagenen Eisstückchen (engl. cracked ice), die man zum Mixen verwendete, nicht im Cocktailglas des Gastes landen. Gemixt wurde noch nicht in speziellen Cocktail-Shakern, die sich erst gegen Ende des 19. Jahrhunderts etablierten, sondern oftmals durch einfaches Hin- und Herschütten (engl. throwing) zwischen zwei Bechern. Zum Abseihen wurden Julep Strainer verwendet, also große Löffel mit Löchern, die das Eis beim Ausgießen im Becher zurückhielten. Aus ihnen gingen später die heute unter dem Namen Hawthorne Strainer bekannten typischen Barsiebe hervor. Eine andere Methode bestand darin, die beiden Becher aneinanderzuhalten und die Flüssigkeit durch einen schmalen Spalt so auszugießen, dass das Eis in den Bechern zurückblieb.
Doppelt abseihen (engl. fine strain oder double strain) bedeutet, dass beim Abseihen zusätzlich zum Barsieb bzw. zum integrierten Sieb eines dreiteiligen Shakers noch ein feinmaschiges Teesieb oder Spitzsieb über das Glas gehalten wird, um selbst kleinste Fruchtstückchen, Kräuter, Gewürze oder die beim Schütteln entstandenen kleinen Eissplitter aufzufangen. Die Verwendung eines zweiten Feinsiebes und der Begriff etablierten sich erst zu Beginn des 21. Jahrhunderts, als zunehmend auch an der Bar mit Gewürzen und Kräutern aus der Küche (sog. cuisine style) gearbeitet wurde.

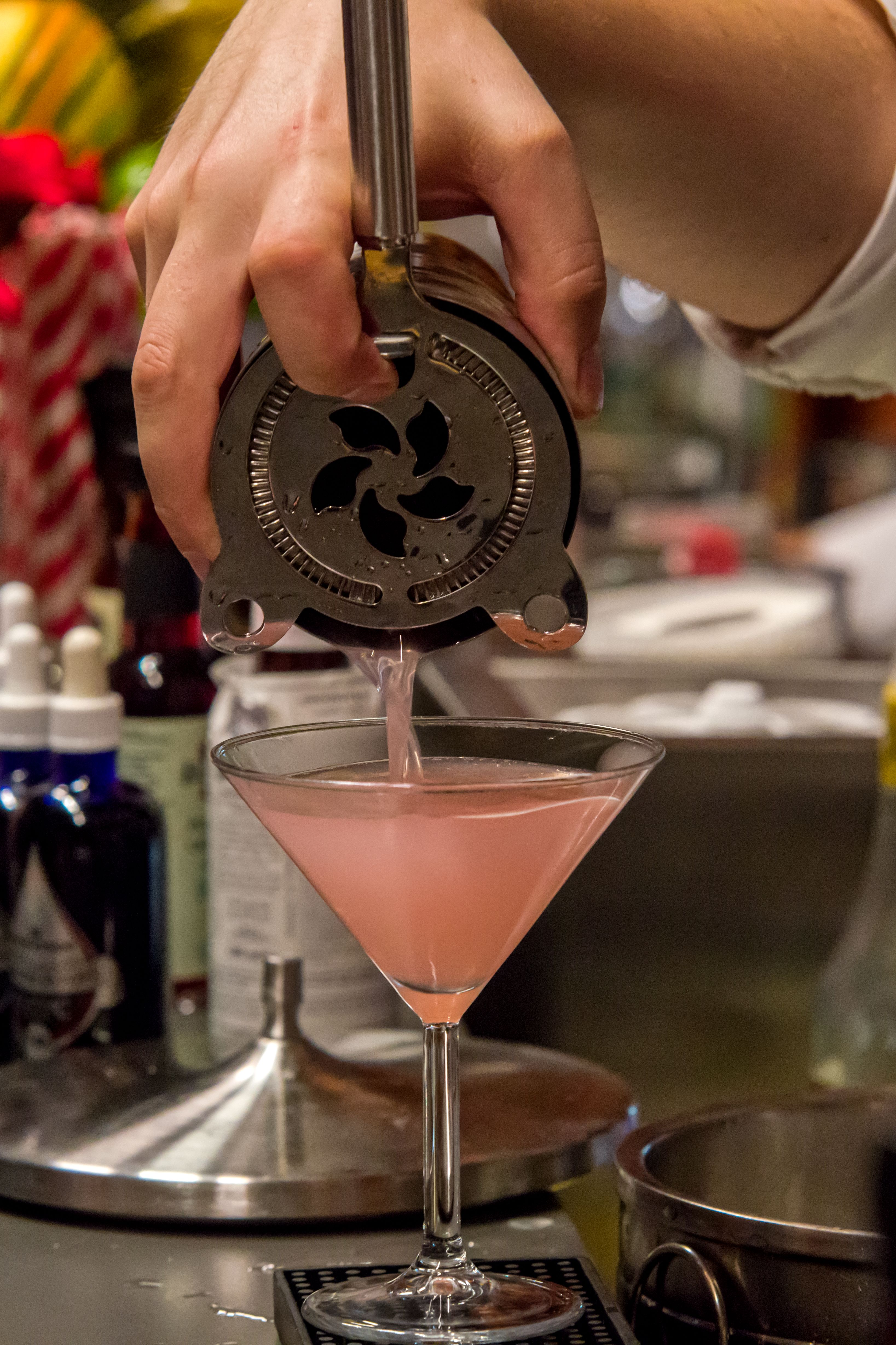
Abseihen mit Barsieb
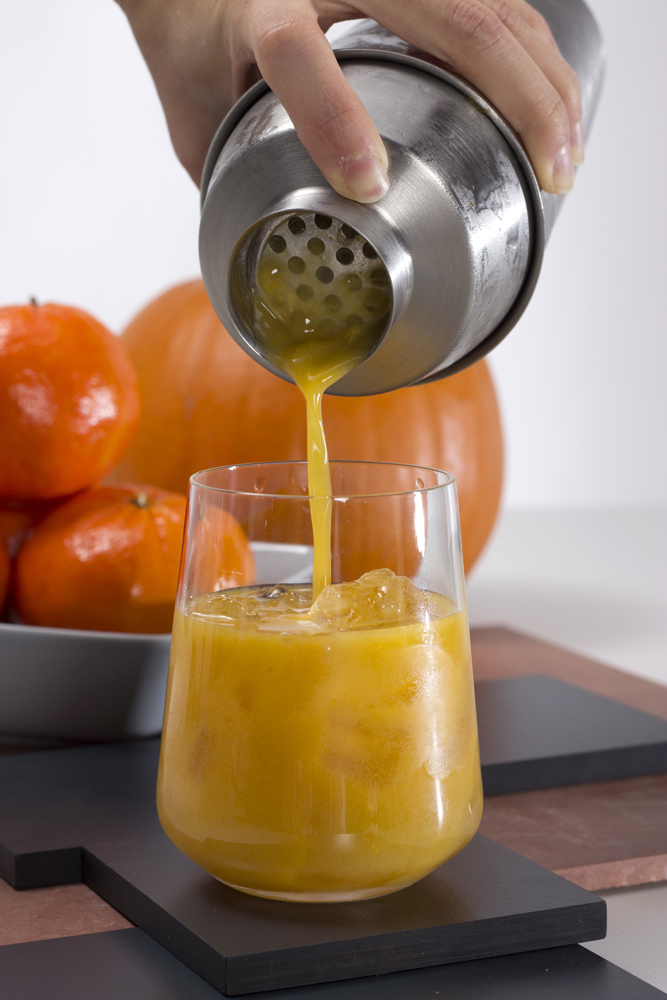
Abseihen aus einem dreiteiligen Cocktail-Shaker
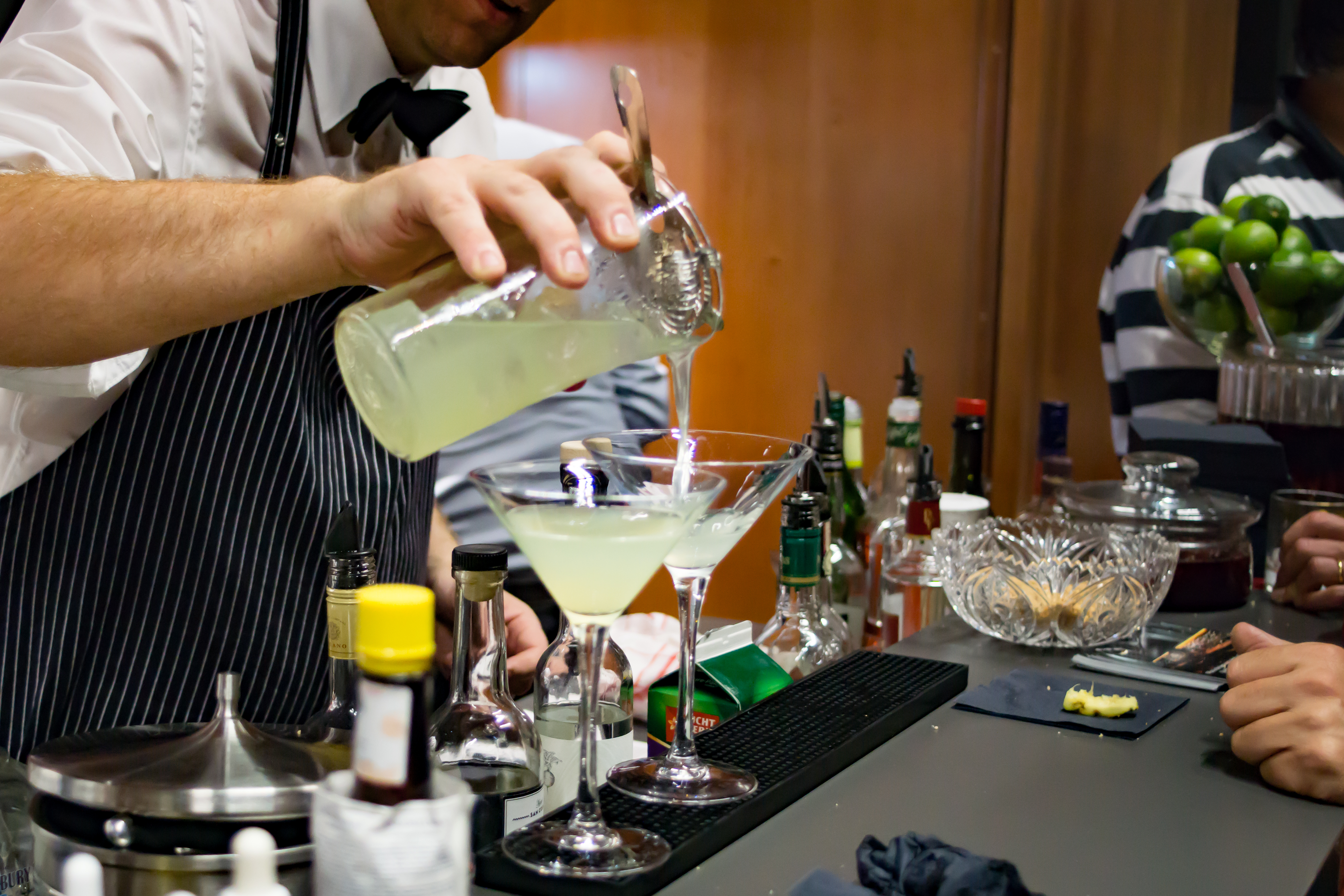
Abseihen aus einem Rührglas
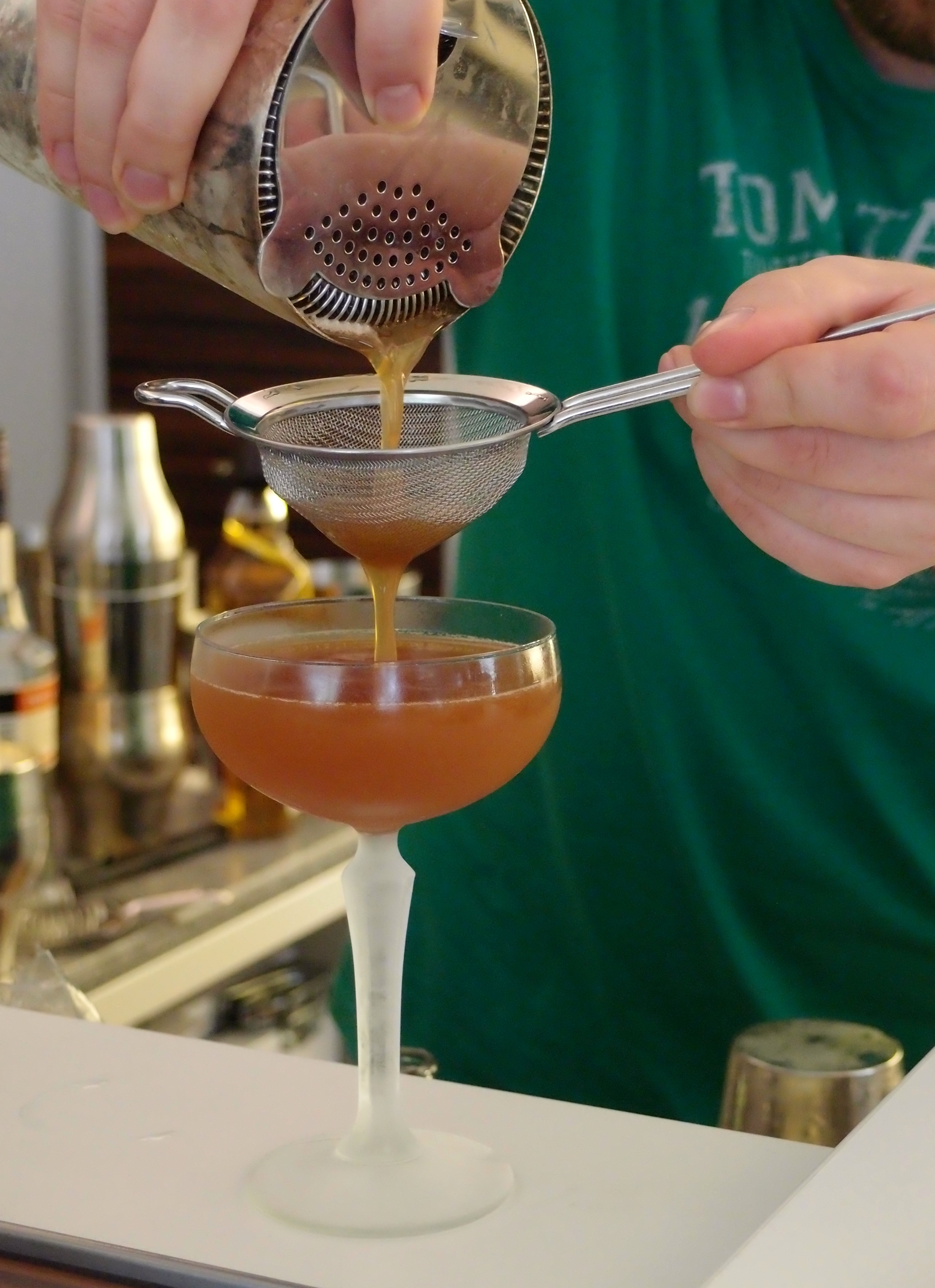
Doppelt abseihen mit Hawthorne-Strainer (Barsieb) und Teesieb